# 小梣叶悬钩子
小梣叶悬钩子（学名：Rubus parviaraliifolius）为蔷薇科悬钩子属下的一个种。

## 扩展阅读
- 維基物種上的相關：小梣叶悬钩子